# Werner Stürenburg

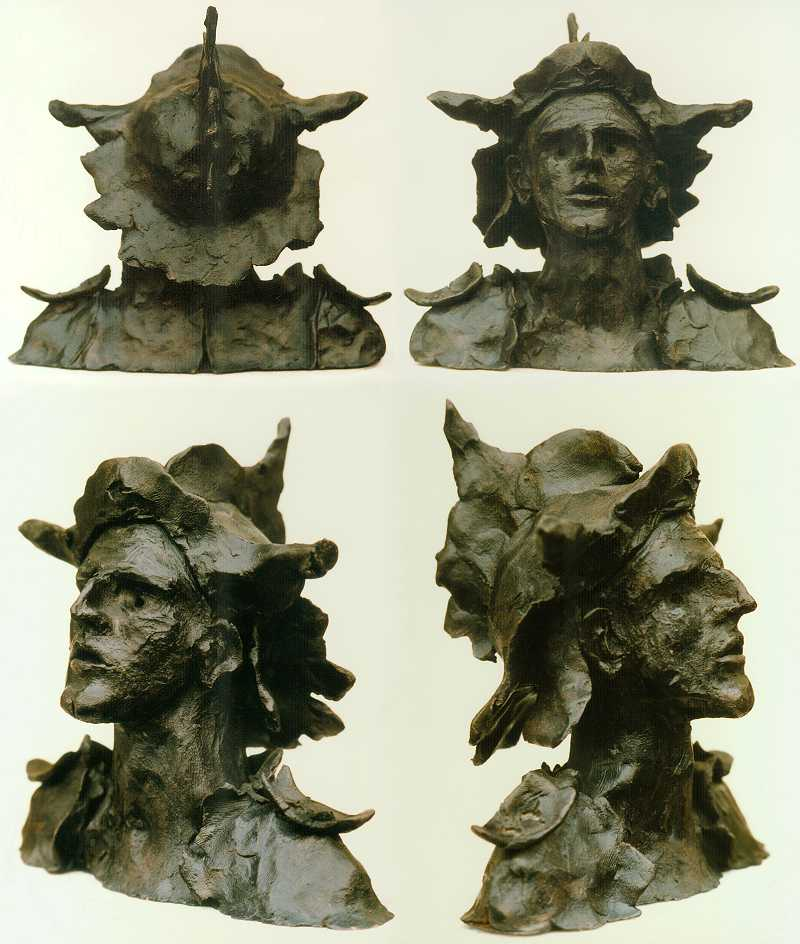
Nr. 542, Terrakotta, 10×9×5 cm, 1984.

Werner Stürenburg (* 1948) war als deutscher Maler, Bildhauer und Grafiker von 1972 bis 1997 tätig. Ab 1983 stellte er Werke in Einzelausstellungen u. a. im Leopold-Hoesch-Museum Düren und im Kreishaus Hürth aus. Inzwischen ist er u. a. Unternehmer, Journalist, Fotograf und Herausgeber.